# Abida Parveen
Abida Parveen (in sindhi عابده پروين‎; in urdu عابده پروین‎?; Larkana, 1954) è una cantante pakistana di origini Sindhi; è una delle esponenti principali della musica Sufi contemporanea.
Le sue canzoni sono principalmente "ghazal" che sono canzoni d'amore in Urdu e "Kafi", canzoni in cui la voce è accompagnata solo da percussioni e armonium su base di poesie Sufi. Parveen canta sia in Urdu che in Sindhi, Saraiki, Punjabi e Persiano. Insieme a Nusrat Fateh Ali Khan è considerata una delle voci Sufi più belle.